# Geir Johansen (calciatore 1968)
Geir Johansen (Rygge, 21 aprile 1968) è un ex calciatore norvegese, di ruolo difensore.

## Carriera

### Club
Johansen giocò nell'Ekholt, per poi passare al Moss, dove poté esordire nella 1. divisjon in data 28 agosto 1988, nel successo per 2-0 sul Vålerengen. Successivamente militò nel Fredrikstad. Tornò poi al Moss, dove rimase fino al 1999.